# Ronin

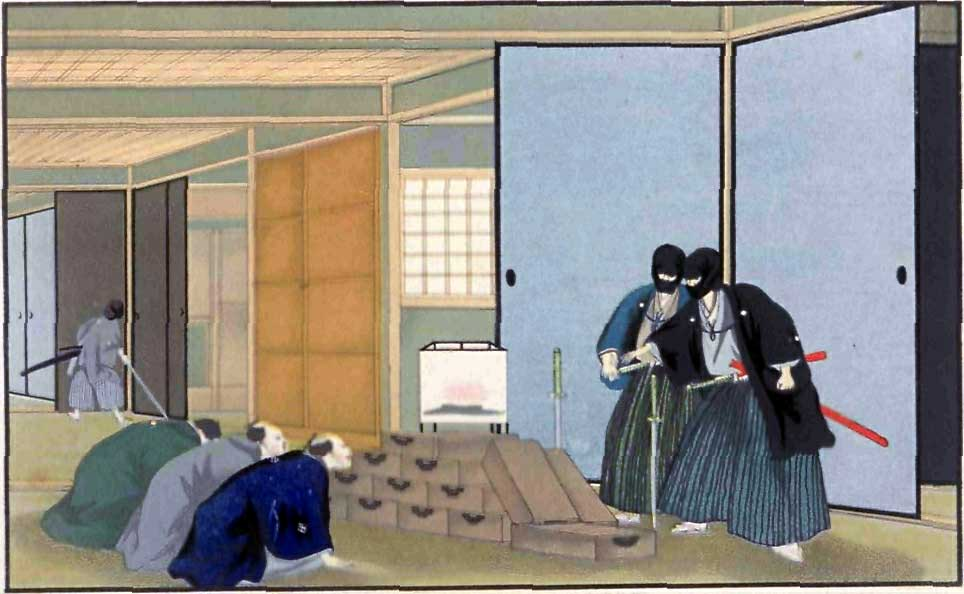
Un ronin roba a la casa d'un comerciant al Japó cap al 1860

Un ronin (en japonès, 浪人 rōnin, literalment, «home onada», és a dir un home errant com una onada del mar) era un samurai sense amo durant el període feudal al Japó, entre 1185 i 1868. Un samurai podia no tenir amo un cop aquest s'havia arruïnat o mort.
En japonès modern, el terme s'utilitza generalment per descriure un assalariat desocupat o un graduat de secundària que encara no ha estat admès a la universitat.
La manera més senzilla que hi havia perquè un samurai acabés sent un ronin era mitjançant el naixement. El fill d'un ronin també era un ronin, sempre que no renunciés al seu estatus. De tant en tant, els rònins de naixement somiaven de demostrar la seva vàlua per poder jurar lleialtat a un clan i s'acabaven convertint en autèntics samurais. Ara bé, era un fet poc freqüent, reservat als que tenien més talent, ja que pocs dàimios estaven disposats a acceptar que un ronin entrés dins el seu clan. El que solia passar és que els enviessin en alguna missió per poder formar part del clan i després els n'hi neguessin l'entrada amb alguna mena de tecnicisme.
Un dels rònins més famosos va ser Miyamoto Musashi.